# Бергенгейм, Эдуард Эдуардович
Барон Эдуард Эдуардович Бергенгейм (Эдуард Фердинанд Бернергейм, швед. Bergenheim; 17 января 1844, Або, Финляндия — 16 марта 1893, Харьков) — харьковский промышленник. Создатель Харьковского завода по производству терракотовых и керамических изделий. Этот завод стал первым подобным на юге Российском империи.
С 1879 года — барон Великого княжества Финляндского.

## Биография
- Родился Эдуард Эдуардович 17 января 1844 года, в городе Або (Великое герцогство Финляндское) в семье архиепископа.
- В июне 1863 года окончил с отличием Финляндский кадетский корпус в Фридрихсгаме.
- В 1869 году окончил полный курс, с дополнительным отделением, инженерной академии.
- В 1870 году вступил в Товарищество Курско-Харьково-Азовской железной дороги.
- В 1876 году основывает в Харькове Завод барона Бергенгейма, производящий керамические плитки и изразцы, а также огнеупорный кирпич.
- 17 марта 1878 года женился на Эмилии Экестуб
- В 1887—1891 году Эдуард Бергенгейм был гласным Харьковской городской думы.
- 16 марта 1893 года Эдуард Эдуардович Бергенгейм скончался. Был похоронен в Харькове, на лютеранском кладбище.

## Завод керамических изделий
- Работая на строительстве железной дороги на территории Харьковской губернии, Бергенгейм имел возможность ознакомиться с богатыми залежами глины.
- В 1876 году Э. Бергенгейм начал строительство в Харькове завода по производству терракотовых и других глиняных изделий, это предприятие было первым таким производством на юге Российской империи.
- С 1887 года, было освоено производство керамических канализационных труб.
- 16 января 1891 году образовано «Товарищество по производству огнеупорного кирпича, гончарных изделий» барона Э. Э. Бергенгейма.[1]. С уставным капиталом 500 тыс.руб.
- С 1892 года, на заводе налажено производство огне- и кислотоупорных плиток для полов и тротуаров.
- С 1893 года прекращено производство печных изразцов и черепицы.

В Харькове производимые материалы использовались при строительстве ряда корпусов завода имени Малышева, паровозоремонтного и вагоноремонтного предприятий. Пол Благовещенского Собора, Казанской церкви (Лысая Гора) выложены плиткой Бергенгейма. Так же изделия завода барона Бергенгейма, использовались при строительстве многих частных домов в городе Харькове. 16 июня 1903 года на заводе произошел сильный пожар.
Из Газеты Русские Ведомости. Вторник 17 июня 1903 год № 165

16 июня на заводе товарищества Бергенгейм произошел огромный пожар: сгорел старый завод, в котором изготовлялись гончарные трубы. Новый, занятый изготовлением плиток, не тронут, и завод продолжает работать. Здания машины и товар застрахованы в Обществах «Россия» и «Якорь». Убыток 300.000 руб.

Изделия Бергенгейма, кроме Харькова, были знамениты по всей империи, они применялись при строительстве таких зданий, как Ливадийский дворец, дом «с химерами» в Киеве, железнодорожные вокзалы в Москве. Также множество особняков по всей территории империи облицованы плиткой со штампами «барон Бергенгейм».

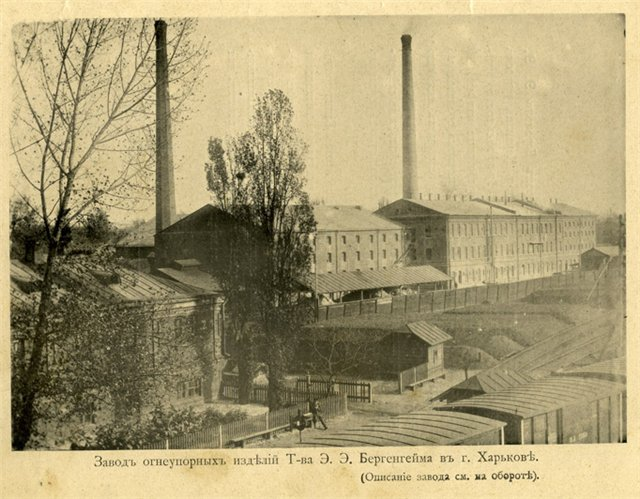
Открытка с видом Завода барона Бергенгейма
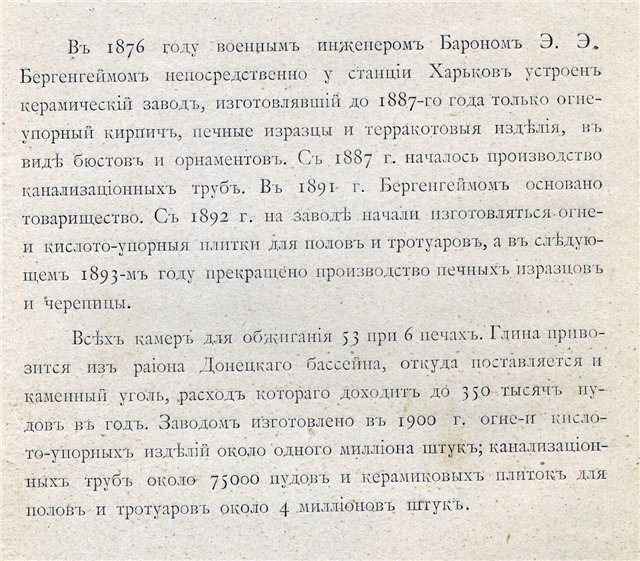
Открытка с видом Завода барона Бергенгейма. Обратная сторона
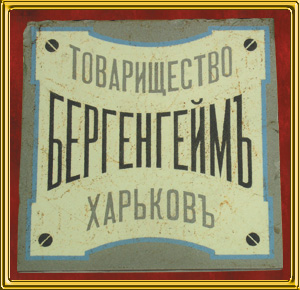
Плитка с эмблемой Товарищества Бергенгейма
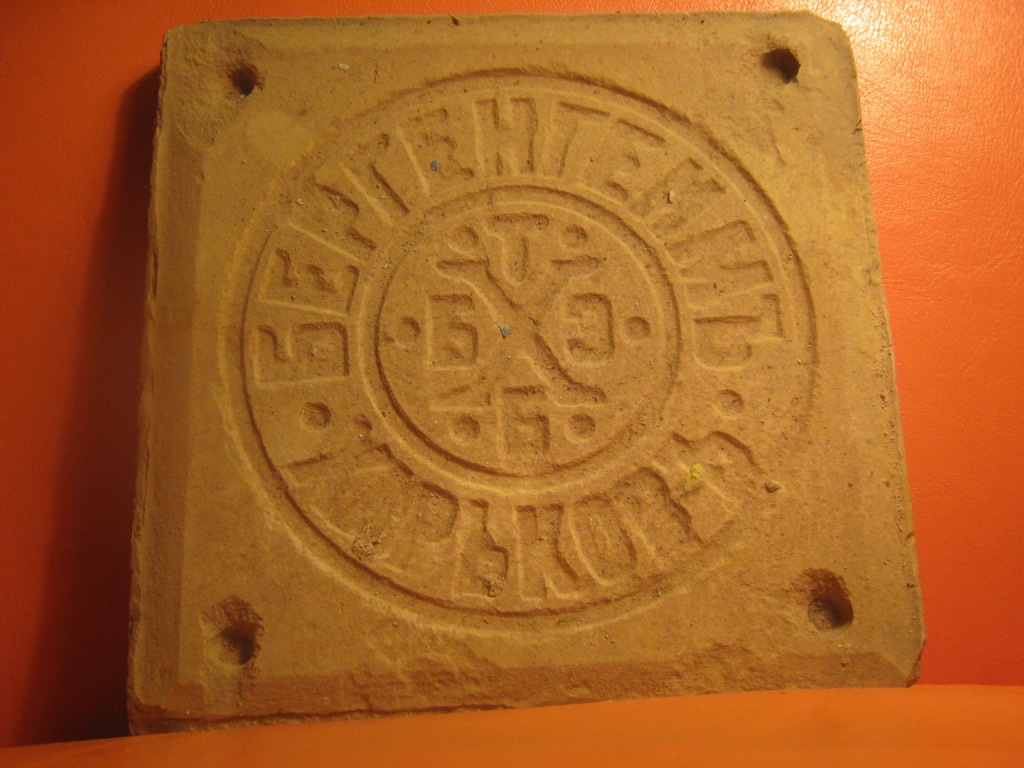
Обратная сторона плитки, со штампом завода Бергенгейма
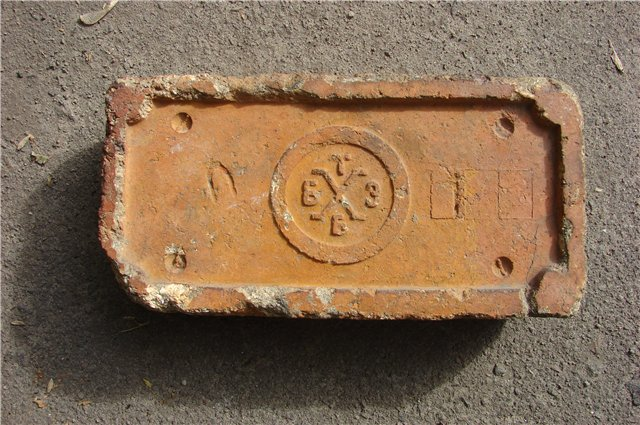
Обратная сторона кирпича, со штампом завода Бергенгейма
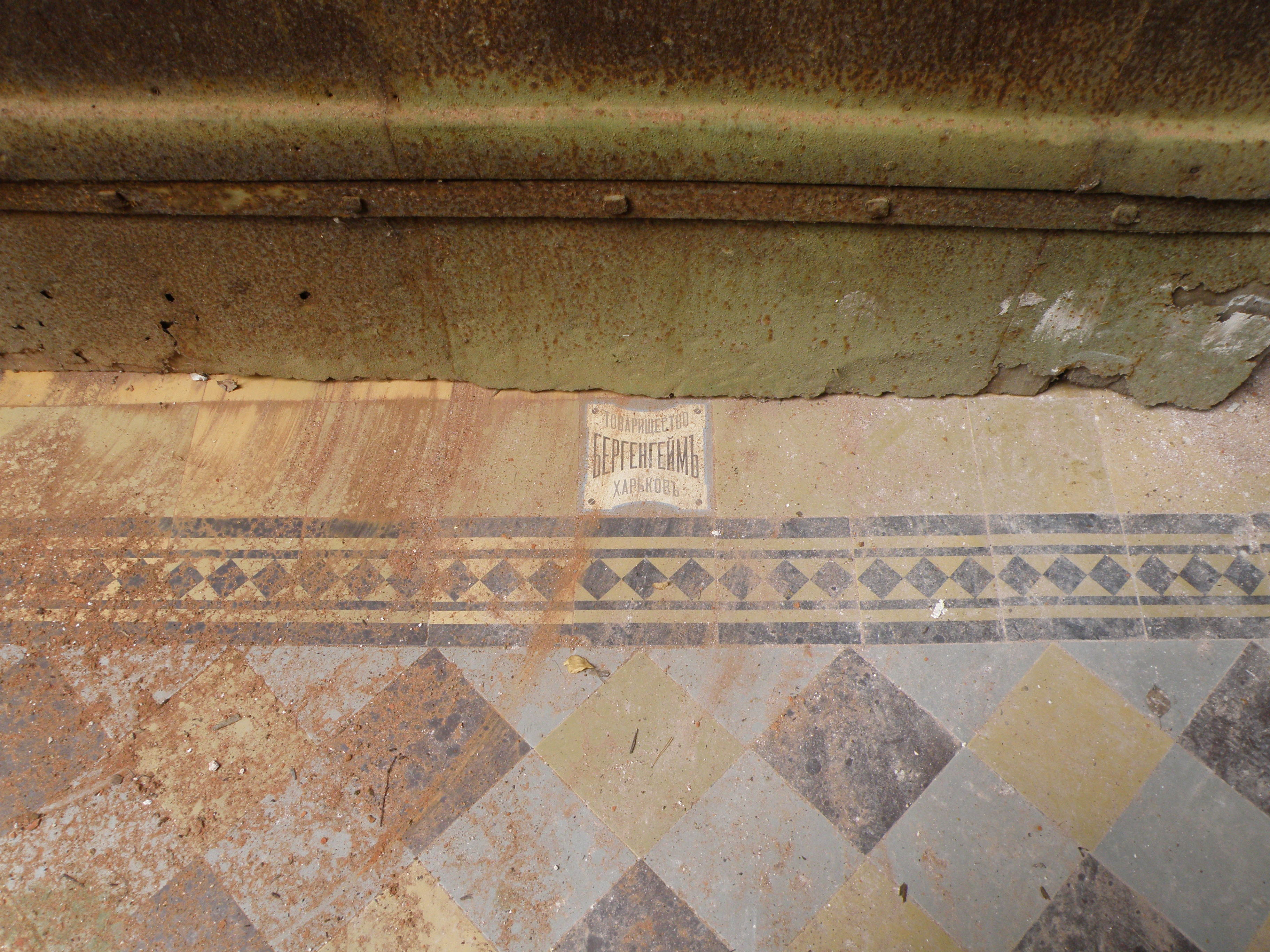
Фрагмент напольной кладки в заброшенной церкви в с. Нарма, Гусь-Хрустальный район, Владимирская область

В Харькове в 2003 году создан Музей керамической плитки и сантехники, в котором представлена большая экспозиция продукции завода Бергенгейма, в том числе коврово-узорчатых покрытий для пола, плит для мощения тротуаров, огнеупорного кирпича. Каждый желающий может бесплатно посетить музей, оценить красоту и уникальность экспонатов.

## Барон
Именным Высочайшим указом, от 1/ 13 апреля 1879 года, сын архиепископа Абоского — инженер-капитан ЭДУАРД-ФЕРДИНАНД ЭДУАРДОВИЧ БЕРГЕНГЕЙМ возведен, с нисходящим его потомством, в баронское достоинство Великого Княжества Финляндского. Род его внесен, в 1888 году, в матрикул Рыцарского Дома Великого Княжества Финляндского, в число родов баронских, под N54.

## Личная жизнь
Профессор Харьковского университета Г. И. Лагермар, который близко знал Э.Бергенгейма вспоминал: «В частной своей жизни Э.Бергенгейм был человеком в высшей степени простым, обходительным и мягким. Но это ему нисколько не мешало быть твердым, даже упорным в том, что он считал долгом или вопросом чести. Его мягкость и справедливость сделали его искренне любимым всеми работниками на заводе, а его неутомимое внимание к делу и замечательное трудолюбие вызывали всеобщее удивление…»
В 1887 году к Бергенгейму, в Харьков, приехал его племянник Карл Густав Маннергейм Будущий, русский генерал, маршал и президент Финляндии. В связи с поступлением в Гельсингфорсский университет, ему требовалось хорошее знание русского языка. Бергенгейм подыскал ему учителя. Русский кавалерийский капитан Сухин, учил юного Карла Густава русскому языку, а за одно и показал жизнь армейского офицера в Российской армии. Этот период четко отображен в мемуарах Маннергейма, а также освещен его биографами.

## Семья
Родился Эдуард Фердинанд Бергенгейм, в городе Або (современный город Турку, в Финляндии) Великого герцогства Финляндского, в семье архиепископа Эдуарда и Александрины Бергенгейм.
17 марта 1878 года женился на Эмилии Экестуб. В семье родилось двое детей Алекс и Дороти. Именным Высочайшим указом, от 1/ 13 апреля 1879 года, сын архиепископа Абоского — инженер-капитан Эдуард-Фердинанд Эдуардович Бергенгейм возведен, с нисходящим его потомством, в баронское достоинство Великого Княжества Финляндского. Род его внесен, в 1888 году, в матрикул Рыцарского Дома Великого Княжества Финляндского, в число родов баронских, под № 54.

### Родители
- Эдуард Бергенгейм (1798—1884)
- Александрина Бергенгейм (Брюн) (1814—1889)

### Жена
- Эмилия Бергенгейм (Экестуб) (1854—1899) В русском написании Эмилия Алексеевна.

### Дети
- Аксель Эдуард Эммануэль Бергенгейм (1885—1920) В русском написании Алексей Эдуардович.
- Дороти Санднблом (1893—1975) В русском написании Доротея Эдуардовна.

### Внуки
- Хильдегард Сванбэк
- Брита Петерсон
- Марта Фирвал
- Дан Санднблом